# Mark Madsen (zapaśnik)
Mark Overgaard Madsen (23 września 1984) – duński zapaśnik walczący w stylu klasycznym i zawodnik MMA. Trzykrotny olimpijczyk. Srebrny medalista olimpijski z Rio de Janeiro 2016 w kategorii 75 kg. Zajął piąte miejsce w Londynie 2012 w wadze 74 kg i dziewiętnaste w Pekinie 2008 w tej samej kategorii wagowej. Od 2019 zawodnik federacji UFC.

## Kariera w zapasach
Pięciokrotny medalista mistrzostw świata w latach 2005 - 2015. Brązowy medalista mistrzostw Europy w 2014. Siódmy na igrzyskach europejskich w 2015 i w Pucharze świata w 2010. Drugi na wojskowych MŚ w 2005. Mistrz Europy juniorów w 2004. Zdobył osiem medali na mistrzostwach nordyckich w latach 2002 - 2017.
Dziewięciokrotny mistrz Danii w latach: 2001, 2002, 2004, 2005, 2007 - 2010 i 2014, a trzeci w 1999 roku.
- Turniej w Pekinie 2008

Przegrał pierwszą walkę z Rosjaninem Warteresem Samurgaszewem i odpadł z turnieju.
- Turniej w Londynie 2012

Przegrał z Rosjaninem Romanem Własowem, pokonał Francuza Christophe Guénota i uległ Litwinowi Aleksandrowi Kazakevicovi i odpadł z turnieju.

## Lista walk w MMA
| Wynik     | Bilans | Przeciwnik (bilans przed walką) | Rozstrzygnięcie                              | Runda | Czas | Rozgrywki                                 | Data       | Miejsce          | Uwagi                       |
| --------- | ------ | ------------------------------- | -------------------------------------------- | ----- | ---- | ----------------------------------------- | ---------- | ---------------- | --------------------------- |
| Przegrana | 12-2   | Jared Gordon (19-6)             | TKO (prawy hak i ciosy pięściami w parterze) | 1     | 4:42 | UFC 295                                   | 11.11.2023 | Nowy Jork        |                             |
| Przegrana | 12-1   | Grant Dawson (18-1-1)           | Poddanie (duszenie zza pleców)               | 3     | 2:05 | UFC Fight Night: Rodriguez vs. Lemos      | 05.11.2022 | Las Vegas        |                             |
| Wygrana   | 12-0   | Vinc Pichel (14-2)              | Decyzja (jednogłośna)                        | 3     | 5:00 | UFC 273                                   | 09.04.2022 | Jacksonville     |                             |
| Wygrana   | 11-0   | Clay Guida (36-20)              | Decyzja (niejednogłośna)                     | 3     | 5:00 | UFC Fight Night: Cannonier vs. Gastelum   | 21.08.2021 | Las Vegas        | Co-Main Event               |
| Wygrana   | 10-0   | Austin Hubbard (11-3)           | Decyzja (jednogłośna)                        | 3     | 5:00 | UFC 248                                   | 07.03.2020 | Las Vegas        |                             |
| Wygrana   | 9-0    | Danilo Belluardo (12-4)         | TKO (ciosy pięściami w parterze)             | 1     | 1:12 | UFC on ESPN+ 18: Hermansson vs. Cannonier | 28.09.2019 | Kopenhaga        | Debiut w UFC. Co-Main Event |
| Wygrana   | 8-0    | Patrick Nielsen (0-0)           | Poddanie (duszenie zza pleców)               | 1     | 2:47 | Olympian Fight Night                      | 08.06.2019 | Frederiksberg    | Limit umowny do 75,3 kg     |
| Wygrana   | 7-0    | Thibaud Larchet (12-4-1)        | Decyzja (jednogłośna)                        | 3     | 5:00 | Cage Warriors 103                         | 09.03.2019 | Kopenhaga        |                             |
| Wygrana   | 6-0    | Matthew Bonner (4-3-1)          | Decyzja (jednogłośna)                        | 3     | 5:00 | Cage Warriors Academy Denmark 2           | 15.12.2018 | Frederikshavn    |                             |
| Wygrana   | 5-0    | Alexandre Bordin (8-3-1)        | Decyzja (jednogłośna)                        | 3     | 5:00 | Cage Warriors Academy Denmark 1           | 22.09.2018 | Nykøbing Falster |                             |
| Wygrana   | 4-0    | Dez Parker (9-8)                | KO (cios pięścią)                            | 1     | 4:30 | Danish MMA Night Vol. 1                   | 09.06.2018 | Brøndbyvester    |                             |
| Wygrana   | 3-0    | Matthias Freyschuss (1-0)       | Poddanie (duszenie gilotynowe)               | 1     | 0:26 | MMA Galla 04                              | 13.01.2018 | Nykøbing Falster |                             |
| Wygrana   | 2-0    | Chay Ingram (0-0)               | Poddanie (duszenie gilotynowe)               | 1     | 2:27 | EMMA 9: Mark Your Time                    | 23.05.2014 | Frederiksberg    |                             |
| Wygrana   | 1-0    | Philipp Henze (0-1)             | TKO (ciosy pięściami)                        | 1     | 0:44 | EMMA 6: The Real Deal                     | 26.09.2013 | Brøndbyvester    | Debiut w MMA                |